# Promissum
Promissum је изумрли род примитивних хордата, који је живео у ордовицијуму, пре око 500 милиона година. 

## Опис животиње
Испод очију је имао примитивна уста са минерализованим зубима, што је карактеристика конодонта и примитивну кичменицу. Највероватније је личио на јегуљу или на великог црва, без пераја, осим можда на репу. За конодонта је био прилично крупан; дуг око 40 цм. Крупне, буљаве очи указују да је био активан и брз ловац.

## Фосилни налази
Фосил је нађен у Јужној Америци 1994. године.